# یژی ژیلینسکی
یژی ژیلینسکی (لهستانی: Jerzy Zieliński؛ تلفظ لهستانی: [jɛʐɨ karɔl ziɛ'liɲskʲi]؛ زادهٔ ۸ ژانویهٔ ۱۹۵۰) فیلم‌بردار اهل لهستان است. او در سال ۱۹۸۱ برندهٔ جایزهٔ بهترین فیلم‌برداری در جشنواره فیلم کراکوف شد.

## گزیدهٔ آثار
- ۲۰۰۹ - دلیری ایرنا سندلر
- ۲۰۰۸ - پروژه لازاروس
- ۲۰۰۵ - شوخی با دیک و جین
- ۲۰۰۴ - فیلم باب‌اسفنجی شلوارمکعبی
- ۲۰۰۳ - فیلم لیزی مک‌گوایر
- ۱۹۹۹ - ماجراجویی کهکشانی
- ۱۹۹۳ - باغ مخفی
- ۱۹۹۱ - پردیس
- ۱۹۹۰ - فرار از سینما لیبرتی
- ۱۹۸۱ - نگرش تنگ‌نظرانه ۱۹۰۱